# Lebrecht Henneberg
Ernst Lebrecht Henneberg (* 27. September 1850 in Wolfenbüttel; † 29. April 1933 bei München) war ein deutscher angewandter Mathematiker und Professor für Mechanik. 

## Leben
Ernst Lebrecht Henneberg wurde 1850 als Sohn von Heinrich Henneberg und seiner Ehefrau Sophie Rimpau geboren. Er studierte von 1870 bis 1876 in Zürich, Heidelberg und Berlin Mathematik und promovierte 1875 bei Hermann Amandus Schwarz in Zürich (Ueber solche Minimalflächen, welche eine vorgeschriebene ebene Curve zur geodätischen Linie haben). Nach der Habilitation 1876 in Zürich war er ab 1878 außerordentlicher Professor für darstellende und synthetische Geometrie und grafische Statik an der TH Darmstadt. Bereits 1879 wurde er ordentlicher Professor für Mechanik an der TH Darmstadt.
Im Jahr 1888 wurde Henneberg zum Mitglied der Leopoldina gewählt. Henneberg gehörte 1890 zu den Gründungsmitgliedern der Deutschen Mathematiker-Vereinigung.
1903 schrieb er den Beitrag über graphische Statik der Enzyklopädie der mathematischen Wissenschaften. Nach ihm sind das Hennebergsche Stabtauschverfahren und die von ihm in seiner Dissertation gefundene Henneberg-Minimalfläche benannt.
Henneberg war von 1887 bis 1890 Dekan der elektrotechnischen Schule. 1890–91 war er Dekan der Mathematisch-naturwissenschaftlichen Schule. 1902–05 und 1911–14 war er Dekan der Allgemeinen Abteilung. 1891–93 war er Rektor der TH Darmstadt.
Zum 30. September 1920 wurde Henneberg emeritiert.

## Ehrungen
- 1892 November 25: Verleihung des Ritterkreuzes I. Kl. des Verdienstordens Philipps des Großmütigen
- 1898 November 25: Ernennung zum Geheimen Hofrat
- 1904 November 25. Verleihung des Ehrenkreuzes des Verdienstordens Philipps des Großmütigen
- 1911: Dr.-Ing. e. h. der TH Braunschweig.
- 1917 März 13: Verleihung des Komturkreuzes II. Kl. des Verdienstordens Philipps des Großmütigen
- 1925: Ehrensenator der TH Darmstadt.

## Verweise
1. ↑  Lebrecht Henneberg: Ueber diejenige Minimalfläche, welche die Neil’sche Parabel zur ebenen geodätischen Linie hat. In: Vierteljahrsschrift der Naturforschenden Gesellschaft in Zürich. Jahrgang 21, 1876, S. 66–70.
2. ↑  Lebrecht Henneberg im Mathematics Genealogy Project (englisch)

| Personendaten    | Personendaten                                                                  |
| ---------------- | ------------------------------------------------------------------------------ |
| NAME             | Henneberg, Lebrecht                                                            |
| ALTERNATIVNAMEN  | Henneberg, Ernst Lebrecht (vollständiger Name)                                 |
| KURZBESCHREIBUNG | deutscher angewandter Mathematiker und Hochschullehrer, Professor für Mechanik |
| GEBURTSDATUM     | 27. September 1850                                                             |
| GEBURTSORT       | Wolfenbüttel                                                                   |
| STERBEDATUM      | 29. April 1933                                                                 |
| STERBEORT        | bei München                                                                    |